# Фабіан Джизґа
Фабіан Джизґа (пол. Fabian Drzyzga; нар. 3 січня 1990, Бордо) — польський волейболіст, пасувальник (розігруючий), гравець збірної Польщі та клубу «Ресовія» (Ряшів). Чемпіон світу 2014 і 2018 років.

## Життєпис
Народжений 3 січня 1990 року в м. Бордо. Батько — польський волейболіст і тренер Войцех Джизґа, який на момент народження сина грав у складі місцевого клубу.
Юніорську кар'єру провів у клубах АЗС Ольштин, МОС Воля (Варшава), за час дорослої грав в АЗС Ченстохова (2008—2012), «АЗС Варшавська політехніка» (2012—2013), «Ресовія» (Ряшів, 2013—2017), «Олімпіакос» (Пірей, 2017—2018), «Локомотив» (Новосибірськ, 2018—2020).

### Досягнення
У збірній
- чемпіон світу: 2014, 2018.

Клубні
- чемпіон Польщі 2015,
- чемпіон Греції 2018[5],
- володар Кубка виклику ЄКВ 2012,
- володар Кубка ЄКВ 2024.

Індивідуальні
- кращий пасувальник Плюс Ліги 2022—2023[6].

### Державні нагороди
- Золотий Хрест Заслуги (2014).